# Євангеліє від Матвія (фільм)
«Євангеліє від Матвія» (італ. Il Vangelo secondo Matteo) — фільм П'єра Паоло Пазоліні 1964 року, знятий за мотивами Євангелія від Матвія і присвячений римському Папі-реформатору Іоанну ХХІІІ.
Картина отримала дві премії Венеційського кінофестивалю (1964), премію Національної ради кінокритиків США (1967) та низку інших нагород.

## Сюжет
Сюжет побудовано за текстом Євангелія від Матвія, задля чого Пазоліні вибрав з нього  найбільш детальну і реалістичну розповідь апостола Матвія, втіливши свій задум «від рядка до рядка наслідувати текст євангеліста Матвія, не роблячи ні сценарію, ні режисерської розробки. Переводити з максимальною точністю в образотворчий ряд. Жодної видуманої фрази в інтересах монтажу». Сцени стрічки короткі, переважно без слів.

## Історія створення
Фільму передував довгий підготовчий період, позначений низкою складнощів і проблем. Фільм було нелегко «запустити» перш за все через сумніви потенційних спонсорів щодо того, як представити на суд громадської думки Христа, створеного атеїстом і марксистом Пазоліні. Крім того режисер роком раніше з'являвся перед судом за образу релігійних почуттів у зухвалій комічній притчі «Овечий сир» про селянина, який під час знімання фільму на біблейський сюжет помер на хресті, обжершись сиром.
Більше року Пазоліні шукав виконавця на роль Христа. Розглядалися кандидатури Аллена Гінсберга і Євгена Євтушенко, але у своєму виборі режисер зупинився на 19-річному іспанському студентові Енріке Іразокі, побачивши якого відразу зрозумів, що це саме той образ, якого він шукав. Більшість інших ролей зіграли непрофесійні актори.
Знімання «Євангелія» розпочали на початку весни 1964 року а наприкінці літа стрічку завершили. Планувалося, що місцем дії повинна була стати Палестина, але через постійний воєнний стан Ізраїлю та з економічних міркувань, від цієї ідеї відмовилися. Знімання Йордану відбувалося між Орте і Вітербо, сцену на Оливковій горі — на березі між Віллою Адріана і Тіволі, Вифлеємом стало село в Апулеї, Єрусалим — в старовинній частині Матери і Кротоне, на Етні знімали спокушування диявола.
Над фільмом працювали такі відомі в кіноіндустрії особистості, як художник по костюмах Даніло Донаті і оператор Тоніно Деллі Коллі.
Саундтрек до фільму був дуже еклектичний, варіюючись від Баха і Моцарта до фолк-блюз-джаз співачки Одетти.
Прем'єра фільму відбулася 4 вересня 1964 року на 24-му Міжнародному кінофестивалі у Венеції. Демонстрація закінчилася бурхливими тривалими оплесками.

## Актори
| Актор             | Роль             |
| ----------------- | ---------------- |
| Енріке Іразокі    | Христос          |
| Маргеріта Карузо  | молода Марія     |
| Сузанна Пазоліні  | Марія            |
| Марчелло Моранте  | Святий Йосип     |
| Маріо Сократе     | Іван Хреститель  |
| Сеттіміо Ді Порто | апостол Петро    |
| Альфонсо Гатто    | апостол Андрій   |
| Луїджі Барбіні    | апостол Яків     |
| Джакомо Моранте   | апостол Іоанн    |
| Ферруччо Нуццо    | апостол Матвій   |
| Джорджо Агамбен   | апостол Пилип    |
| Наталія Гінзбург  | Марія із Віфанії |

| Актор              | Роль                          |
| ------------------ | ----------------------------- |
| Гуїдо Черретані    | Варфоломей                    |
| Еліо Спаціані      | апостол Тадей                 |
| Енцо Січиліано     | апостол Симон                 |
| Розаріо Мігале     | апостол Хома                  |
| Отелло Сестілі     | Юда                           |
| Родольфо Вілкок    | Каяфа                         |
| Алессандро Клерічі | Понтій Пілат                  |
| Амеріго Бевілак'я  | Ірод Перший                   |
| Франческо Леонетті | Ірод Другий                   |
| Паола Тедеско      | Саломея                       |
| Ренато Терра       | перший володар                |
| Нінетто Даволі     | пастор (в титрах не вказаний) |

## Художні собливості фільму
На відміну від багатьох фільмів на біблейські теми, в «Євангелії від Матвія» зроблено наголос на реалістичність.
Основними особливостями стрічки є чорно-біла плівка (темрява), камера без штатива (відчуття моменту), плани головних осіб з-за спини (близькість), часто великі плани облич (розмова), очі які дивляться на тебе (вічність), музика Бетховена і блюз у джаз-виконанні Одетти (спокій), дитя-ангел (ідея), характери персонажів (боротьба).
Пазолілі, як зазначає російський кінокритик Сергій Кудрявцев, повідав історію Христа так, як вона могла статися насправді, при цьому особливо підкресливши бунтарський характер Ісуса, «першого люмпена» і «першого революціонера», що кинув виклик сильним світу цього, фарисеям і римській владі.
Сам Пазоліні, визнаючи, що «Євангеліє від Матвія» — дуже суперечливий фільм, заплутаний, часом дезорієнтуючий, так характеризує свою роботу:
«Розповідаючи історію Христа, я не реконструював її в істинному виді. Це мені просто не вдалося б, тому що тоді потрібно було б робити релігійний фільм, а я людина невіруюча. <…> Я хотів відтворити не життя Христа такою, якою вона була, а історію Христа плюс два тисячоліття її інтерпретації — за цей час християнство сильно міфологізувало його біографію, яка сама по собі дуже малозначуща».
Ще один важливий момент фільму «Євангеліє від Матвія» — це його монументальність. Це кіно, має свою позицію, яка може комусь подобатись або ні. Особистий вибір формує розуміння відповідного сприйняття чи не сприйняття. Фільм викликає відчуття в процесі думок, він несе ідею Пазоліні. Тому це кіно і вважається класикою, але розуміється як світ одного автора.

## Цікаві факти
- Діву Марію у сценах страти Ісуса зіграла мати режисера — Сюзана Пазоліні.
- Апостола Пилипа зіграв 21-літній філософ Джорджо Агамбен. Письменники Хуан Родольфо Вількок і Наталія Гінзбург зіграли Каяфу і Марію з Віфанії відповідно.
- У фільмі відбувся дебют Нінетто Даволі в ролі без слів (зіграв пастора), проте в титрах не був згаданий. Пізніше актор стане постійним учасником фільмів Пазоліні.
- Пазоліні «пропустив» слово «святий» у назві фільму, але, зокрема, англійською мовою назва переведена як «The Gospel According to St. Matthew».

## Премії і номінації
Фільм був відзначений на МКФ у Венеції Великим призом Екуменічного журі, що діє від імені Ватикану.
Фільм було номіновано у 1966 році на Оскар в категоріях:
- Найкраща робота художника-постановника/декоратора;
- Найкращий дизайн костюмів (Данило Донаті);
- Найкраща музика.